# 2017年税制改革法 (アメリカ)
2017年税制改革法は2017年12月に成立したアメリカ合衆国の税制を変更する法律。正式名称は公法no. 115-97 「Act to provide for reconciliation pursuant to titles II and V of the concurrent resolution on the budget for fiscal year 2018」で、元々は議会に「減税・雇用法」 (Tax Cuts and Jobs Act、TCJA)として提出された。1986年内国歳入法を修正した同法は議会共和党とトランプ政権が提唱された税制改革をベースとしている。法律の主要な要素として、以下に挙げる企業と個人の税率引き下げが含まれている。標準控除と家族税額控除を増加させることで個人税を簡素化したが、人的控除の撤廃と項目別控除の恩恵を少なくした。州・地方の所得税と固定資産税の控除を制限し更に住宅ローン金利控除も制限する。個人向けの代替ミニマム税(AMT)を削減し、法人向けAMTは撤廃した。遺産税の課税対象となる財産価格の引き上げ及び患者保護並びに医療費負担適正化法(ACA、通称オバマケア)の個人加入義務を撤廃する。
無党派の議会予算局 (CBO)は法律下での個人及びパートナーシップやS法人などのパススルー企業は10年間で純利益(例：減少した医療補助金によって相殺された純減税)で約1兆1250億ドルを受け取る一方で、C法人は約3200億ドルの恩恵を受ける。個人とパススルー企業の減税は時間と共に薄れていき、2027年からは純増税になる一方で法人減税は恒久である。これは財政調整法の手続きの下でフィリバスターを終わらせる必要なく51票のみで法案を可決できるようにするものだった
CBOは法案の施行により10年間で推定1兆4555億ドルまたはマクロ経済のフィードバック効果の後の約1兆ドルの負債が現在の政策基準下で生じると既に見込まれる10兆ドルと既存の20兆ドルの国債に上積みされる。CBOは2017年12月21日に「全体的に純連邦歳入と支出の変化の複合的影響は赤字の減少(主に歳出の削減から生じる)は低所得の税務申告単位に割り当てられ、赤字の増加(主に税の削減から生じる)は高所得の税務申告単位に割り当てられる」と報告した。無党派の両院合同租税委員会も法律により2018年から2027年の期間には平均でGDPの水準は0.8%高くなり、雇用水準は0.6%、個人消費の水準は0.6%アップすると推定した。これらは高いレベルにあり、年間成長率よりは高くはないので10年間でマクロ経済に与える影響は比較的軽微なものとなる
個人の所得層別の影響分布は関係する仮定および測定された時点に基づいて大きく変化する。一般的に企業と高所得者層は主に恩恵を受けるが、低所得者層は初期の恩恵は時間と共に薄れていくか悪影響を受けることになると見込まれている。例えば、CBOとJCTは以下の様に推定している:
- 2019年には所得が2万ドル以下のグループ(納税者の約23%)は主にACAの個人加入義務が廃止されることで受け取る補助金が減少することで赤字削減に寄与する(すなわち費用が発生する)。他のグループは主に減税により赤字増加に寄与する(すなわち恩恵を受ける)
- 2021年、2023年及び2025年には所得が4万ドル以下のグループ(納税者の約43%)は赤字削減に寄与する一方で、所得が4万ドルを超えるグループは赤字増加に寄与する。
- 2027年には所得が7万5000ドル以下のグループ(納税者の約76%)は赤字削減に寄与する一方で、所得が7万5000ドルを超えるグループは赤字増加に寄与する[6][8]

タックス・ポリシー・センター(Tax Policy Center、TPC)は納税者の下位80%(収入14万9400ドル以下)は2018年に恩恵の35%、2025年に34%を受け、2027年には恩恵が無くなり、一部のグループは費用が発生する。TPCはまた、もし減税が立法とは別の支出削減によって賄われるのならば、大半の支出削減は低～中所得の納税者に影響を与え、減税の恩恵より大きくなるので納税者の72%は2019年以降悪影響を受けると推定した
法律はACAの個人加入義務を廃止することで一部の若年者や健康な人達が未加入を選択し結果として健康保険に加入する人が最大1300万人減少する見通しである。残りの健康でない人達はACAの代替により多くの保険料を支払うことになり、結果として更に保険に加入しない人が増加する
メディアの批評家、シンクタンク及び学界は法案の悪影響 (例：より高い財政赤字、より高い貿易赤字、所得格差の悪化、より低い医療保障とより高い医療費)の観点から同法を攻め立て、特定の州や専門職への不相応な影響及び法案の提唱者による偽りの陳述があった。
下院は2017年12月19日に法案の最後から二番目のバージョンを可決したが、上院の手続き上の理由から小さな変更が必要であり改革案が下院で開催された。上院は12月20日に法案の最終版を51-48の賛成多数で可決し、同日に下院でも最終版が可決された。2017年12月22日にドナルド・トランプ大統領が法案に署名し成立した。この法案により導入される変更の殆どは2018年1月1日に有効となり、2017年の税には影響を及ぼさない。

## 税制構成

### 個人所得税
| 以前の法律下 | 以前の法律下      | 減税・雇用法 | 減税・雇用法      |
| 率           | 所得ブラケット    | 率           | 所得ブラケット    |
| ------------ | ----------------- | ------------ | ----------------- |
| 10%          | $0–$9,525         | 10%          | $0–$9,525         |
| 15%          | $9,525–$38,700    | 12%          | $9,525–$38,700    |
| 25%          | $38,700–$93,700   | 22%          | $38,700–$82,500   |
| 28%          | $93,700–$195,450  | 24%          | $82,500–$157,500  |
| 33%          | $195,450–$424,950 | 32%          | $157,500–$200,000 |
| 35%          | $424,950–$426,700 | 35%          | $200,000–$500,000 |
| 39.6%        | $426,700以上      | 37%          | $500,000以上      |

| 以前の法律下 | 以前の法律下      | 減税・雇用法 | 減税・雇用法      |
| 率           | 所得ブラケット    | 率           | 所得ブラケット    |
| ------------ | ----------------- | ------------ | ----------------- |
| 10%          | $0–$19,050        | 10%          | $0–$19,050        |
| 15%          | $19,050–$77,400   | 12%          | $19,050–$77,400   |
| 25%          | $77,400–$156,150  | 22%          | $77,400–$165,000  |
| 28%          | $156,150–$237,950 | 24%          | $165,000–$315,000 |
| 33%          | $237,950–$424,950 | 32%          | $315,000–$400,000 |
| 35%          | $424,950–$480,050 | 35%          | $400,000–$600,000 |
| 39.6%        | $480,050以上      | 37%          | $600,000以上      |

個人所得税の層
- 大部分の個人所得税は2025年まで引き下げられる。所得税のブラケット(階層)数は7のままであるが、いくつかのブラケットでの所得範囲が変更されており、新たなブラケットではそれぞれ税率が低くなっている。これらは現行法(すなわち減税・雇用法以前)の下で示された範囲の所得に適用される累進税率であるので、高収入の納税者は7つの異なる税率で課税される[23][24] 。別のインフレーション指標 (連鎖式消費者物価指数(連鎖式CPI)またはC-CPI)が消費者物価指数(CPI)の代わりにブラケットに適用されることからブラケットの増加がよりゆっくりとなる。これは所得が増加することで人々がより早くより高いブラケットに移るにつれて事実上税が時間と共に上昇することになる。この要素は恒久的である[25][26]。

標準控除と人的控除
- 標準控除は夫婦の場合1万2700ドルから2万4000ドルとほぼ倍増し、単身納税者では6350ドルから1万2000ドルに増加する。約70%の家族は項目別控除ではなく標準控除を選択しているが、控除の倍増で84%以上に上昇する可能性がある。不動産や信託に属さない限り納税者と扶養家族1人あたり4150ドルを控除する人的控除は廃止された[25][26][27]。

家族税額控除
- 子供税額控除は1000ドルから2000ドルに倍増し、その内の1400ドルは払い戻しが可能である。他の扶養家族にも500ドルの税額控除がある(現行法では0)。

住宅ローン利子控除
- 新規に家(と第2の家)を購入した場合の住宅ローン利子控除が適用されるローン総額の上限は現行法の100万ドルから75万ドルに引き下げられる。持家担保ローン(通称第2抵当権)の利子は資金が家屋の修繕に用いられるものでない限り控除されない。

州、地方、売上及び固定資産税控除
- 州・地方の所得税、売上税、固定資産税の控除(SALT控除)は上限が1万ドルとなった。これはより高価な財産を持つ納税者(一般的に高所得地域に住む人)または州税率が高い州の居住者に大きな影響を与える可能性がある。

医療控除とクレジット
- 法案は2019年から始まる医療保険制度改革法(オバマケア)の個人加入義務を廃止する。義務廃止により関連する健康保険料の租税補助金と共に被保険者が最大1300万人減少することで、政府が3000億ドルを削減することができると推定されている。これは健康保険取引所での保険料を最大10%増加させると推定されている[11]。同案はまた医療費控除を調整総所得の10%を超えた額から7.5%に閾値を下げることで拡大するが、2017年(遡及)と2018年のみの措置であり、2019年以降は閾値は10%に増加する。

教育控除とクレジット
- 主な教育控除とクレジットや払い戻されない教室費用の教員控除は変更が加えられておらず250ドルのままである。この法案は当初はK-12私立学校の学費とホームスクールの両方向けの529大学貯蓄口座の利用を拡大したが、ホームスクールに関する規定は上院議員により却下され、排除された。K-12私立学校の学費向けの529貯蓄口座の規定は変更されていない[28]。同法案はまたカバーデル教育貯蓄口座への新たな積立を禁止する[29]。

雑損控除
- 納税者は大統領が宣言した災害で生じた損失に限り控除することができる。

扶助料控除
- 元配偶者に支払った扶助料は納税者が控除することはできなくなり、受取人の総収入には扶助料は含まれなくなる。これは事実上扶助料の税負担を受取人から納税者にシフトさせることになる。この規定は2018年12月31日より後に署名された離婚及び別居協定で有効になる。

移転費用控除
- 雇用関連の移転費用はもはや控除されなくなる。

納税調整費用控除
- 納税調整と申告に関連する費用(会計士や税務書類の作成ソフトウェアなど) は控除されなくなる

代替ミニマム税
- 法案は免除水準を上げる (夫婦の場合：8万4500ドルから10万9400ドル、単身者の場合：5万4300ドルから7万300ドル)[30]ことで代替ミニマム税(AMT)の支払い対象に該当する人は減少する。

ロス変換
- 法案はロス変換を再評価する機能を廃止する[31][32]。

### 遺産税
現行法では560万ドルを超える財産は死亡時に40%の税が課される。TCJAでは課税対象の閾値が1120万ドル以上に倍増した。

### パススルー企業課税
最終版の法案では20%の控除を通じてパススルー税を減額し、その後29.6%のより低い税率が適用される。 この恩恵は31万5000ドルから暫時廃止される。95%の企業がオーナーが個人所得税の税率で税金を支払うパススルー企業 (例：パートナーシップ、S法人)として法人化しており、法人税収入の大部分を占めている。パススルー企業の上位約2%がパススルー収入の40%を占めており、現行法下では39.6%の最高税率が課されていた。

### 法人税
- 法人税率は35%から21%に引き下げられる一方で、関連する一部の事業控除とクレジットは削減または廃止される。
- 法人向け代替ミニマム税(AMT)は廃止
- 法律は法人税に関してグローバルから地域的な税制へと変更する。企業があらゆる国で稼いだ所得(その国に支払った税金のクレジットを引く)にかかるアメリカの税率(35%)で支払うのではなく各々の子会社は合法的に設立された国の税率で支払うことになる。言い換えれば、地域的な税制下で企業は一般的により高いアメリカの税率と子会社が合法的に設立されているより低い税率の国との間の差異で法人税を節約する。ブルームバーグのジャーナリストのMatt Levineは以下の様にそのコンセプトを説明した: 「もし私達が(今日のグローバルな税制下の)アメリカで法人化した場合、 私達はアメリカ、カナダ、メキシコ、アイルランド、バミューダ諸島、ケイマン諸島での所得の35%を支払うことになるが、(法律が提案する地域的な税制下で) カナダで法人化した場合アメリカで私達は所得の35%を支払うことになる。しかし、カナダでは所得の15%、メキシコでは30%、アイルランドでは12.5%でバミューダ諸島とケイマン諸島では0%となる」[33]。この理論では、法律は「タックス・インバージョン」(アメリカ本社を他国へ移転することにより地域の税制の利益を得るために用いられている)のインセンティブを減少させるとみられる。
- 海外子会社の利益に対して一度だけ還流(レパトリ)税が8%(現金は15.5%)課される。アメリカの多国籍企業は海外に約3兆ドルを溜め込んでおり、子会社の多くがタックス・ヘイヴンの国々に存在している。法律は企業に時間と共に資金を本国に持ち帰るのを促す可能性があるが、これらはかなり低いレートとなる[34][35]。

### 大学投資税
最終版の法案では正規の学生(full-time student)1人につき50万ドル相当の資産を持つ学生500人以上の私立大学の投資収入への1.4%の物品税を盛り込んでいる。この規定は寄付金税(endowment tax)として言及されており、約32の大学に適用されると推定されている。大学院生の学費免除分も課税対象にする早期の下院法案の一部の規定は最終版ではなくなった。上院議員は12月19日に免除基準を授業料を支払う学生500人から合計500人の学生へと変更する決定をした。 大学の免税目的に用いられる寄付基金は資産の閾値からは除外されるが、これを詳細に定義するIRSの規定はまだなされていない。

### 雑税規定
法律は様々な雑税の規定を含んでおり多くが特定の特別利益団体を利するものだった。雑多な規定には:
- ミカン属の栽培者への税優遇措置[40]により栽培者が「凍結、自然災害または病気のような原因により傷んだり失ったミカン属の植物」を再び植える費用を控除できるようになる[39]。
- 映画及びテレビ制作企業への税制上の優遇措置規定「全額経費化(full expensing)」を2022年まで延長。この規定によりそのような企業が「初年度の投資の全額を償却できる」ようになる。両院合同租税委員会は延長により年間約10億ドルの連邦歳入の損失につながると推定した[40]。

- アメリカ行きの特定の国際航空会社の商業航空便への法人税の免除を終了させる規定(具体的には「アメリカと租税条約を結んでいない国に本社を置いている外国の航空会社で主要なアメリカの旅客機の当該国への運航が週に2回未満の場合」)。この規定は湾岸諸国の航空会社(エティハド航空、エミレーツ航空、カタール航空など)にとって不利益をもたらすに可能性があるとみなされており、アメリカの大手航空会社は湾岸諸国がそれらの航空会社に不当な補助金を提供していると訴えていた[40]。
- アルコールに対する物品税(酒税)の2年間削減[41]。上院法案では「小規模のビール酒造業者が国内で生産したビールの最初の6万バレル」への課税を7ドルから3.50ドルに削減し、最初の600万バレルへの課税を18ドルから16ドルに削減する[40]。上院の法案はまたワイン生産に関する税額控除を全てのワイナリーに拡大しスパークリングワインの生産者と輸入者にもクレジットを拡大した[39]。これらの規定はアルコールのロビー団体、具体的にはBeer Institute、Wine Institute及びDistilled Spirits Councilによって支持された[41]
- プライベートジェット運営企業に対し民間航空便の各チケット販売に課される7.5%の連邦物品税を適用しない[42][43][44]

### 北極野生生物国家保護区の採掘
法律には石油・ガス採掘のために北極野生生物国家保護区(ANWR)の150万エーカーを開く規定が含まれていた。共和党のリーサ・マーカウスキー上院議員がこの規定を税制に盛り込むために大きく推進した。この動きは長きにわたる北極保護区採掘論争の一部であり、共和党員は50回もANWRの採掘の認可を試みていた。北極保護区を採掘のために開くことは「保護主義者及び科学者から激しい批判を解き放った」。民主党や「Wilderness Society」などの環境保護主義者のグループは共和党の努力を批判した

### 自動支出削減の回避/PAYGO
2010年ペイアズユーゴー法(Statutory Pay-as-You-Go Act of 2010、PAYGO)の下では、連邦債務を増加させる法律は議会の投票で放棄しない限り自動的に支出を削減するようになっている。減税・雇用法は債務を1.5兆ドル追加するため、メディケアへの年間250億ドルの削減を含む10年間で1年間につき1500億ドルの自動削減が適用される。PAYGOの放棄は調停法案において容認されなかったため別に立法する必要があり、フィリバスターを終わらせるために上院では60票が必要となる。仮に議会が放棄を可決しなかった場合、初の法定のPAYGOによる予算削減が起きることになる。しかしながら、12月22日に議会を通過し、トランプ大統領が署名した継続予算決議(暫定予算)にPAYGOの放棄が盛り込まれた

## 影響

### 経済

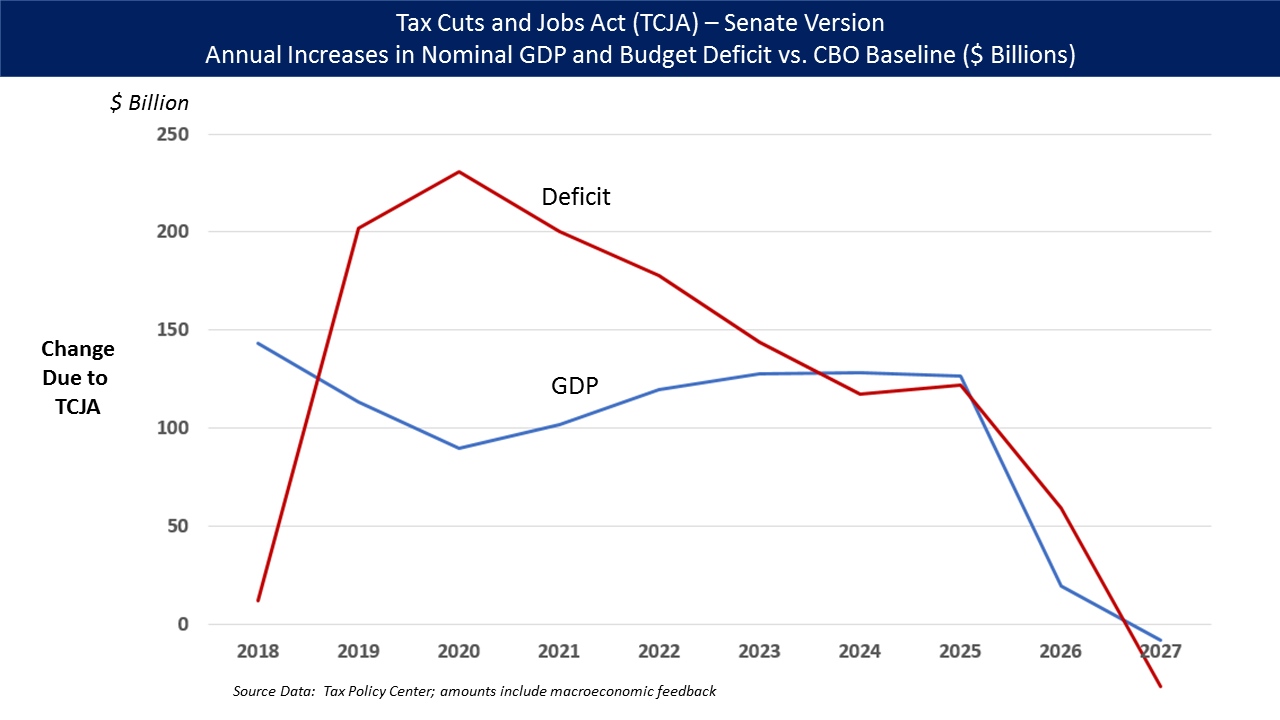
タックス・ポリシー・センターは法案の上院版の下で2018年～2027年の期間のGDPと財政赤字の変動を推定した。累積GDPは9610億ドル増加するがマクロ経済のフィードバック効果を含む1兆2330億ドルの赤字よりも小さい

*注記:法案の最終版のマクロ経済分析は2017年12月18日時点でJCT、CBO、TPCでは利用できない。以下の上院法案の分析は最終版と実質的に異なるべきではない。
無党派の両院合同租税委員会(JCT)は2017年11月30日に法案の上院版のマクロ経済分析を発表した:
- 2018～2027年にはCBO基準の予測の累計1兆8950億ドルと比較して労働供給と事業投資の増加により国内総生産は各年で平均して0.8%高くなる。
- 法律はマクロ経済のフィードバック効果を含めて財政赤字(債務)の総額を10年間で約1兆ドル増加させるとみられる。減税の効果はより高いGDP水準による増収により部分的に相殺されるだけである。フィードバック効果無しの最初の推定増加赤字は1兆4140億ドルでフィードバック効果の4580億ドルを減じ、高い負債水準による金利費用の増加510億ドルを追加されることで2018～2027年の期間で純負債が1兆70億ドル増加することになる。この増加はCBOの現行法を基準とした2018～2027年の期間で生じると見込む10兆ドルの負債と既に存在する約20兆ドルの負債に追加される。
- 2018年から2027年の間に雇用は毎年約0.6％増加する。労働への低い累進税率は「労働供給の増加に強力なインセンティブ」を与えるとみられる。
- GDP最大の要素である個人消費は0.6%増加するとみられる[5]
- GDP・雇用・消費、これらは高い水準にあり、年間成長率より高くはないことに留意する必要がある。そのため10年間の経済への影響は比較的軽微である[7]

タックス・ポリシー・センター (TPC)は11月16日の上院案の同センターによるマクロ経済分析を2017年12月1日に報告した:
- 国内総生産は2018年～2027年の期間中に毎年平均して0.4%高くなりCBOの基準予想と比較して10年間で累計は9610億ドル高くなる TPCは大半の減税は高所得世帯に恩恵がある(支払う減税の負担は低所得世帯よりも軽微)ので、GDPへの効果は控え目なものになる見込みを説明した。更にTPCは「現在の経済は完全雇用に近いためアウトプットにおける増加した需要の影響はより軽微であり、経済が景気後退期に入った場合急速に消え去る」と報告した

- 法律は財政赤字を合計で1兆4120億ドル増加させる見込みであり、フィードバック効果の1790億ドルを減じた純負債1兆2330億ドルが増加する(より高い利息費用を除く)
- より低い限界税率は主に低収入の配偶者の更なる労働を促すことで労働供給を増加させる。2025年の後には個人の税規定が失効するためこの効果は逆転する[55]。

ペンシルベニア大学ウォートン・スクールの予算モデル (PWBM)は以前の法律基準と比較して2027年までに以下の様に推定した:
- GDPの水準は0.6%～1.1%高くなる
- マクロ経済のフィードバック効果を含む債務は1.9兆ドル～2.2兆ドル増加する[56]

### 予算赤字と債務

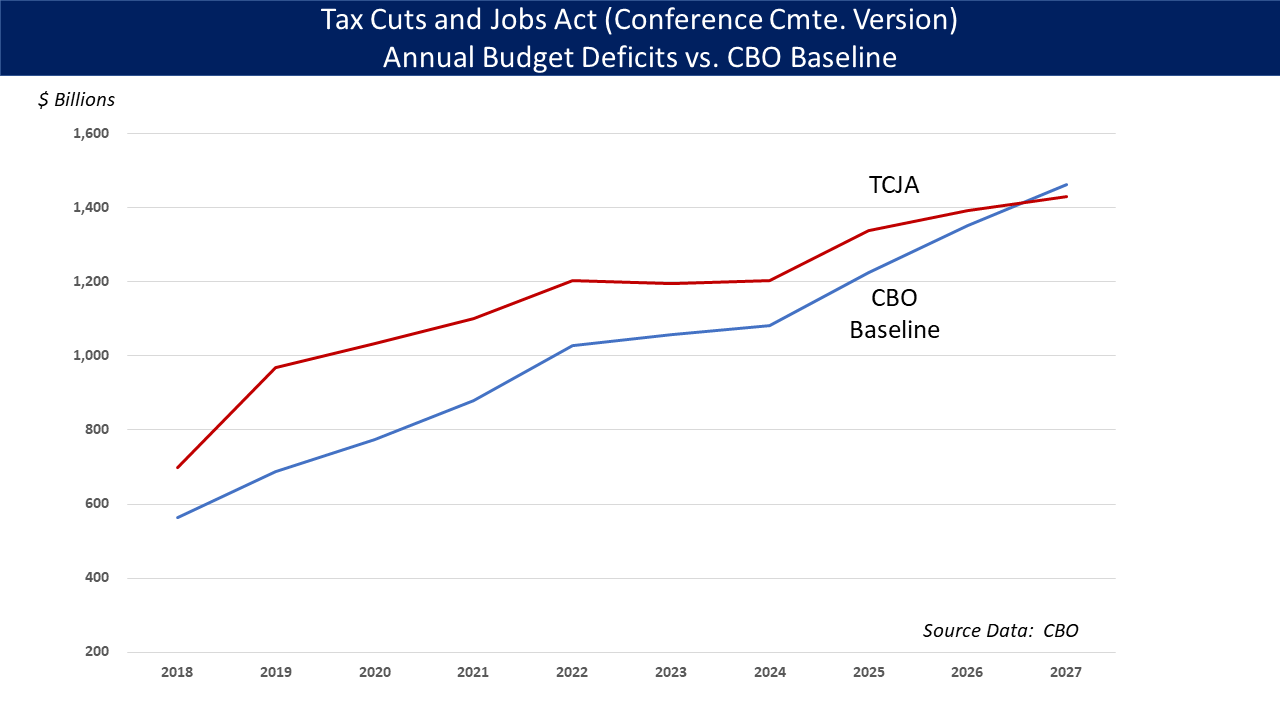
「減税・雇用法」 (両院協議会版)の下でのアメリカの年間財政赤字とCBOの2017年6月の現行法を基準にした赤字を比較したグラフ。CBOは減税によりトータルの財政赤字が10年間で1兆4500ドル、年間平均1450億ドル増加すると推定した

無党派の議会予算局(CBO) は現在の政策基準下での10兆ドルの増加見通しと既存の20兆ドルの国債に加えて、2017年12月15日に法律の施行により今後10年で財政赤字が推定1兆4550億ドル拡大すると推定した。同様の上院版の分析ではマクロ経済のフィードバック効果後に法律により1兆ドル財政赤字が増加する見込みを示した。CBOは2017年12月21日に「全体として、純連邦歳入と支出の変化の複合的影響は赤字の減少(主に歳出の削減から生じる)は低所得の税務申告単位に割り当てられ、赤字の増加(主に税の削減から生じる)は高所得の税務申告単位に割り当てられる」と報告した
個人とパススルー (合計: 債務が1兆1270億ドル増加)
- 債務追加: 個人所得税の削減/統合 (1兆2140億ドル)、標準控除を倍増 (7200億ドル)、代替ミニマム税の調整 (6370億ドル)、パススルー事業収入税の削減(4150億ドル)、チャイルドケア税額控除の調整(5730億ドル)

- 債務の減少: 個人免除の廃止(1兆2120億ドル)、項目別控除の廃止(6680億ドル)、ACAの補助金支払いの削減(3140億ドル)： 所得ブラケットの代替(より遅い)インフレ指標 (1340億ドル)

- パススルーの変更は正味2650億ドルの赤字の増加を表しており、残る個々の要因は正味8620億ドルの増加を示す

事業/企業と国際 (合計: 債務が3300億ドル増加)
- 債務追加: 法人税を21%に引き下げ(1兆3490億円)、受け取った特定の国際配当の控除(2240億ドル)、法人向けAMTを廃止(400億ドル)
- 債務の減少: 海外利益への一度限りの課税(3380億ドル)と支払い利息控除限度の削減(2530億ドル)[57]。

2017年11月の主要なエコノミストの調査では、議会両院で審議されているものと同様の税制案がアメリカのGDPを大幅に増加させるという考えに同意したのは2%のみだった。エコノミストは満場一致で法案がアメリカの債務を増加させるだろうということに同意した

### 分布

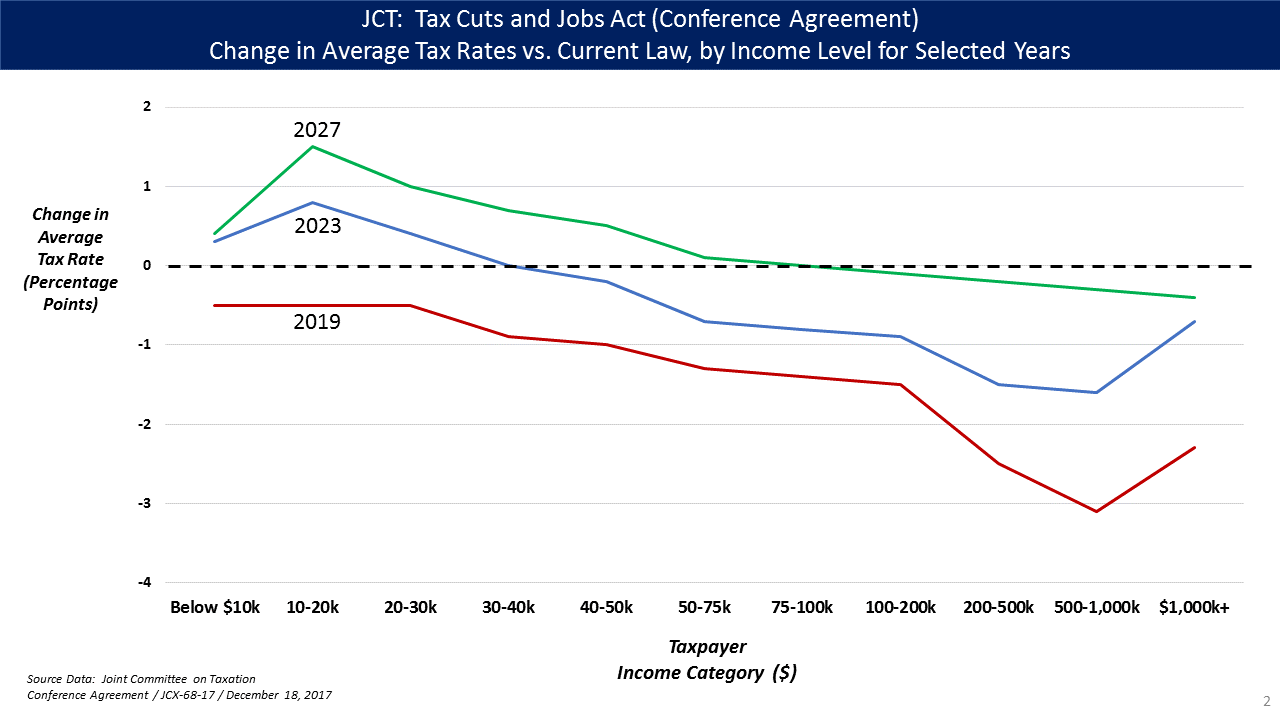
2017年12月15日時点での議会合意下での複数の所得グループの年別の平均税率の変化。各線の右へ下がっていく斜面はより高所得がより恩恵を受けることを示し、時間と共に上方へ向かう線は全所得水準にわたる恩恵が薄れる(または費用が増加する)ことを示す

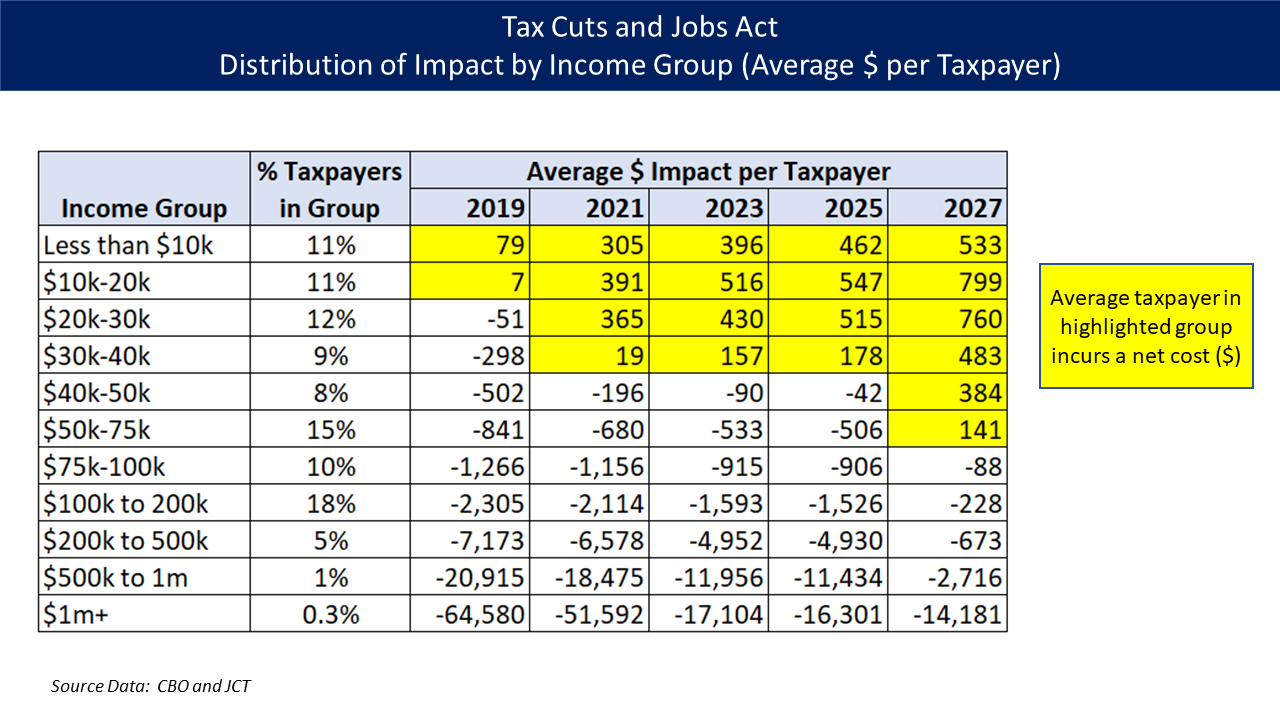
CBOとJCTは減税・雇用法の下での所得グループ別(納税者毎の平均額)の影響分布を推定した。平均では黄色で強調されている所得グループの納税者は医療補助金の減少などで純費用が生じる(これは財政赤字を減少させるため正の数字で示される)。高所得の納税者は減税により恩恵を受ける (これは財政赤字を増加させるため負の数字として示される)。各所得グループの納税者の割合は2023年の期間にも示されている。

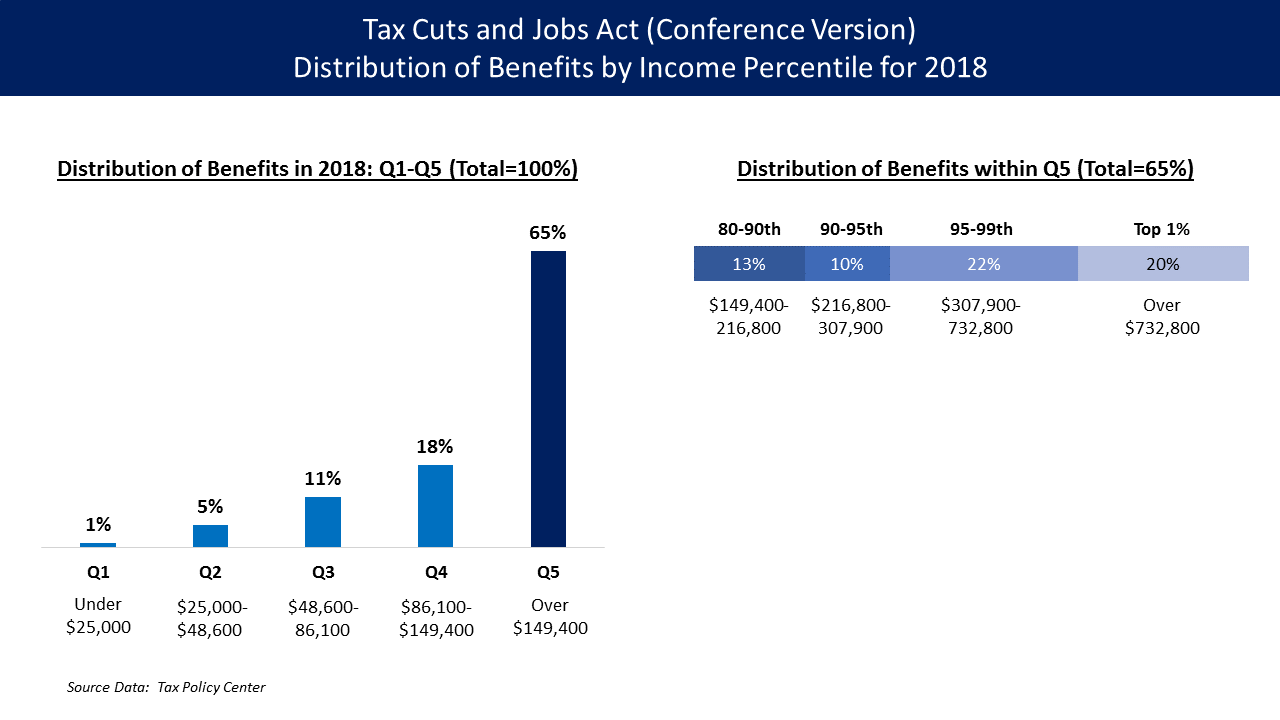
タックス・ポリシー・センターのデータに基づく減税・雇用法 (両院協議会版)下での所得パーセンタイル別の2018年の恩恵の分布。納税者の上位10%(所得21万6800ドル以上)は恩恵の52%を得る一方で、下位60%(所得8万6100ドル以下)は恩恵の17%を得る。これはACA補助金削減の影響を除外している。

#### 所得水準別
2017年12月21日、議会予算局(CBO)は同局の法律の推定分布を公表した:
- 2019年の間は2万ドル以下の所得グループ(納税者の約23%)は主にオバマケアの個人加入義務の廃止によって補助金を受け取る額が少なくなることで赤字削減に寄与する(すなわち費用の発生)。他のグループは主に減税により赤字増加に寄与する(すなわち利益を受ける)。
- 2021年、2023年と2025年の間は所得4万ドル以下のグループ(納税者の約43%)は赤字削減に寄与するが、4万ドルを超える所得グループは赤字増加に寄与する。
- 2027年の間は、所得が7万5000ドル以下のグループ(納税者の約76%)は赤字削減に寄与する一方で、7万5000ドルを超える所得グループは赤字増加に寄与する[6][8]

CBOは低所得者層は費用が生じる一方で、より高所得のグループは利益を受けると述べた：「全体的に純連邦歳入と支出の変化の複合的影響は赤字の減少(主に歳出の削減から生じる)は低所得の税務申告単位に割り当てられ、赤字の増加(主に税の削減から生じる)は高所得の税務申告単位に割り当てられる」と述べた
タックス・ポリシー・センター (TPC)は同センターの法律の推定分布を公表した。この分析は主に所得4万ドル未満のグループに大きな費用が適用されることになるACAの個人加入義務の撤廃の影響を除外している。また同センターは法律の財源は財政赤字により賄われると仮定しており、したがって法律の資金を調達するために用いられる歳出削減の影響を除外しており、その影響もまた低所得の家族へ彼らの所得割合のように不均衡に降りかかってくる。
- 現行法と比較して、2018年に納税者の5%、2025年には9%、2027年には53%がより多く支払うことになる。
- 納税者の上位1%(所得73万2800ドル以上)は2018年に恩恵の8%、2025年に25%、2027年に83%を得る。
- 上位5% (所得30万7900ドル以上)は2018年に恩恵の43%、2025年に47%、2027年に99%を得る。
- 上位20% (所得14万9400ドル以上)は2018年に恩恵の65%、2025年に66%、2027年に全ての恩恵を得る。
- 下位80% (所得14万9400ドル以下)は2018年に恩恵の35%、2025年に34%、2027年には恩恵はなく一部のグループは費用が生じる
- 3番目の5分位(所得4万8600ドル～8万6100ドル、40～60パーセンタイルの納税者、「中間層」の代理)は2018年と2025年に恩恵の11%を得るが、2027年には純費用が生じる見通し

TPCはまた各グループが得る見通しの減税額を2017年のドルで推定している：
- 2番目の5分位の納税者 (所得2万5000ドル～4万8600ドル、20～40パーセンタイル)は平均で2018年に380ドル、2025年に390ドルの減税を受けるが、2027年には平均で40ドルの増税となる見通し。
- 3番目の5分位の納税者(所得4万8600ドル～86100ドル、40～60パーセンタイル)は平均で2018年に930ドル、2025年に910ドルの減税を受けるが、2027年には20ドルの増税となる見通し。
- 4番目の5分位の納税者(所得8万6100ドル～14万9400ドル、60～80パーセンタイル)は平均で2018年に1810ドル、2025年に1680ドル、2027年に30ドルの減税を受ける見通し。
- 上位1%の納税者(所得73万2800ドル以上)は2018年に5万1140ドル、2025年に6万1090ドル、2027年に2万660ドルの減税を受ける見通し[9]

#### 個人対企業

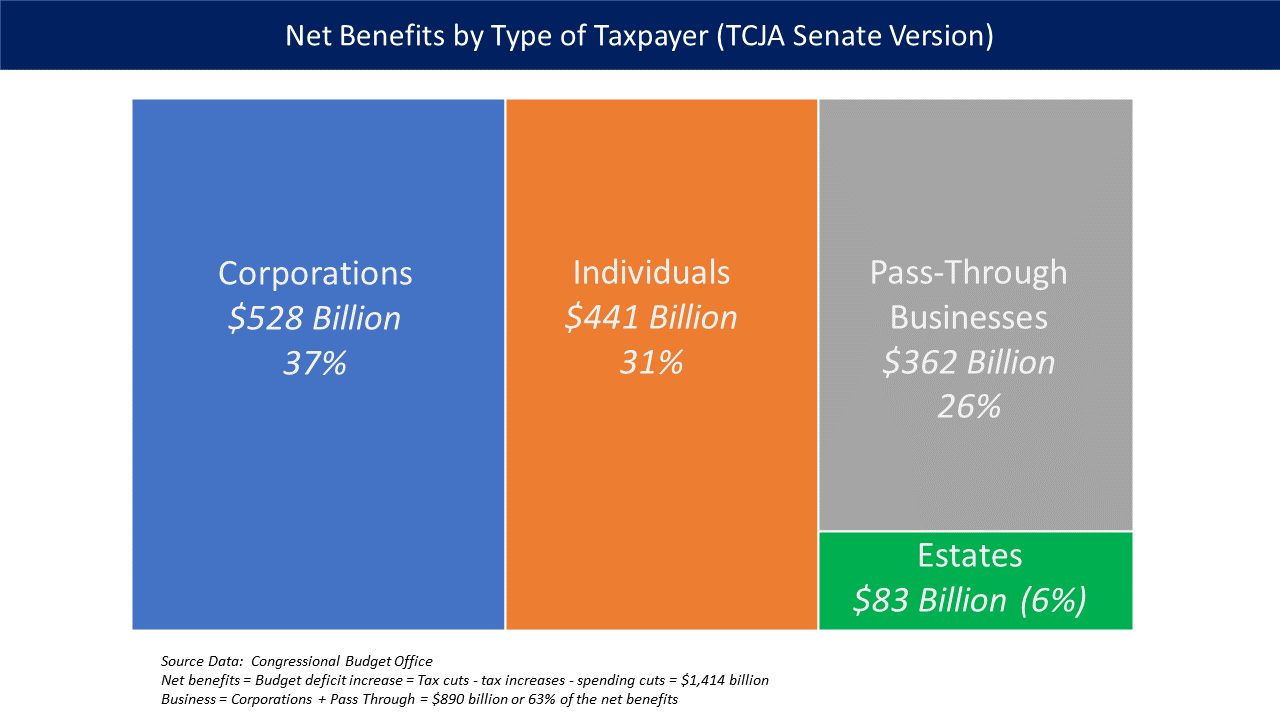
減税・雇用法の上院版では、納税者のタイプ別の純便益は10年間の合計で企業が8900億ドル(63%)、個人が4410億ドル(31%)、財産が830億ドル(6%)

CBOによれば、法案の上院版のもとでは企業は8900億ドル(全体の63%)、個人は4410億ドル(31%)、財産は830億ドル(6%)の恩恵を受ける。アメリカの企業は株式の再購入や更なる配当を支払うために追加の税引き後の収益を使う可能性が高いとみられ、それらは主に富裕層の投資家に流れる。予算・政策優先度研究所(CBPP)によれば、「主流の推定では法人税率引き下げの恩恵の1/3以上はアメリカ人の上位1%に流れ、その内の70%はトップ5位に流れると結論付けている。法人税率引き下げは最終的に他の税の増税と支出削減によってツケを支払うことになる殆どのアメリカ人を傷つけることになる」。企業は莫大な現金を所有(2016年に1.9兆ドル)しており投資資金を過去最低に近い金利で借り入れることができるため、減税は投資または労働者の賃上げの必要条件ではない。2017年のQ2時点で、ドル建ての税引き後の企業利益は年換算で1兆7700億ドルと過去最高に近く、GDP比で9.2%と歴史的に非常に高い水準にある。
2017年に議会予算局(CBO) は2012年時点のアメリカの法人税率(法定実効税率)をG20諸国と比較した:
- アメリカの連邦法定税率の35%(別の4%分の州の要素と組み合わせた合計で39%)はG20諸国で最も高く平均より10%も高い。2003年から2012年の間にアメリカでは連邦法人税率は変更されなかったが、G20諸国の内9ヶ国は税率を引き下げた。
- アメリカの平均法人税率の29.0%(控除と免除の後所得のシェアとして税金が支払われる)はG20諸国で3番目に高い
- 有効法人税率の18.6%(限界投資からの所得の割合の指標)はG20で4番目に高い[64]

#### 州別
「Institute on Taxation and Economic Policy」の分析では法律は特に税や資産価値が高めの民主党寄りの州の主要な大都市圏に居住する上位中産階級の家族に増税の影響を及ぼすと示唆した。下院共和党の法案下では殆どの赤い州(共和党寄りの州)の80～95パーセンタイルの所得がある約5家族に1家族だけが2027年までにより高い税率に直面するが、その数はコロラド州、イリノイ州では3家族に1家族と増加し、オレゴン州、バージニア州、マサチューセッツ州、コネチカット州では約5家族に2家族またはそれ以上になり、ニュージャージー州、カリフォルニア州、メリーランド州では半数以上まで上昇する」と示した。

#### 減税が支出削減によって賄われる場合

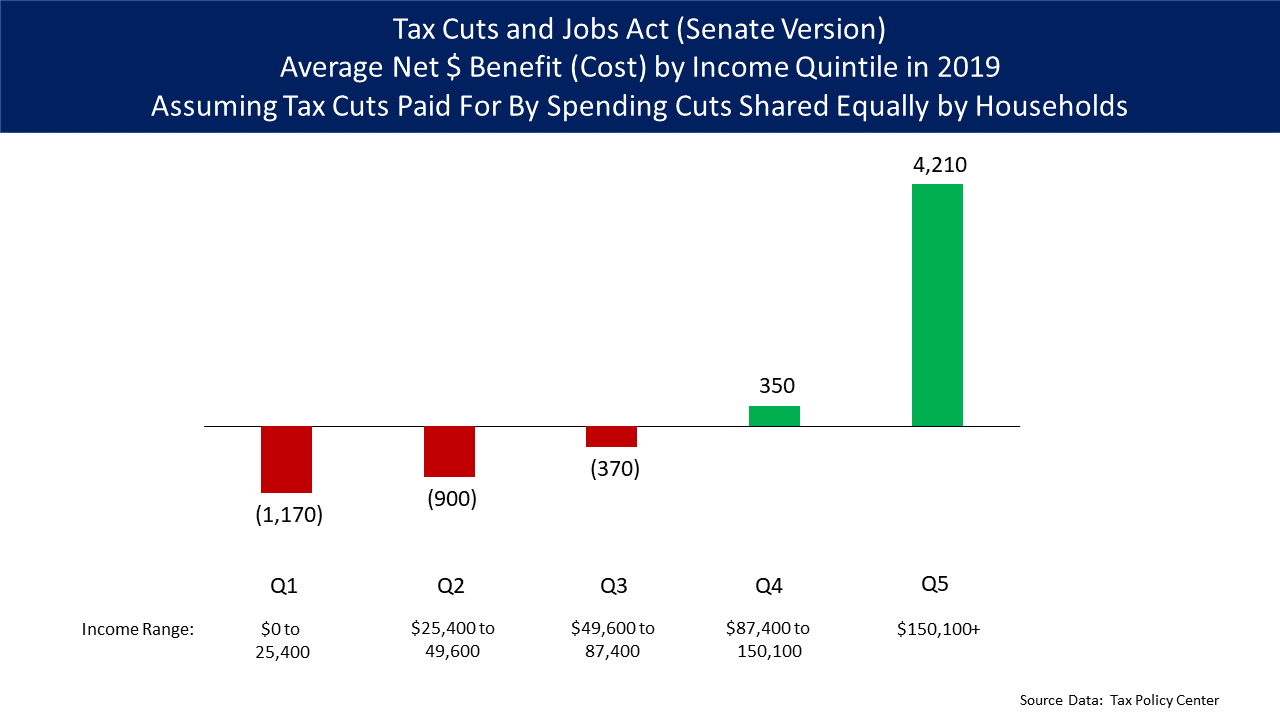
もし減税が全ての家族が均等に負担する歳出削減によって賄われるのならば、下位60%は純費用が生じ、それらの層向けの支出が削減されることにより減税の恩恵を上回る。例えば、Q3(40～60パーセンタイル)の平均的な納税者には370ドルの費用が生じる。

上記の組織による推定は減税が赤字財政によって賄われると仮定しており、現行法の基準と比べて10年間で財政赤字が1.4兆ドル(または経済のフィードバック効果後は1.0兆ドル)増加することを意味する。しかしながら、減税が支出削減によって賄われると仮定するならば、低～中所得の人々は大半の政府支出は彼らへ向かうためかなり不利益になり、高所得の納税者は直接の支払いはなく税控除を受ける傾向になる。タックス・ポリシー・センターによれば、上院法案が一世帯当たり年間1210ドルの政府支出削減(所得または支払われた所得税に比例した削減に集中するよりも可能性の高いシナリオ)で資金を調達するならば、2019年には以下の事が起きる:
- 納税者の約72%は現行法より悪化する。つまり、減税の恩恵は彼らのための支出が削減されることで相殺以上の影響をもたらす。
- 納税者の下位60%はより高い平均連邦税率で支払うことで税引き後の所得が低くなる
- 60～80パーセンタイルへの恩恵は平均で350ドルの純利益または実効税率が0.3%低下と最小限のものになる見通し
- 重要な税制上の恩恵は納税者の上位20%にしか生じない見通し[10]

ポール・ライアンなどの共和党の政治家は減税の資金を調達するために歳出削減を提唱しているが、トランプ大統領の2018年予算教書には10年間でメディケイド、ACA補助金、フードスタンプ、社会保障障害年金給付、補足的保障所得、現金福祉(貧困家庭一時扶助)の支出を2.1兆ドル削減が盛り込まれていた。

### 医療への影響

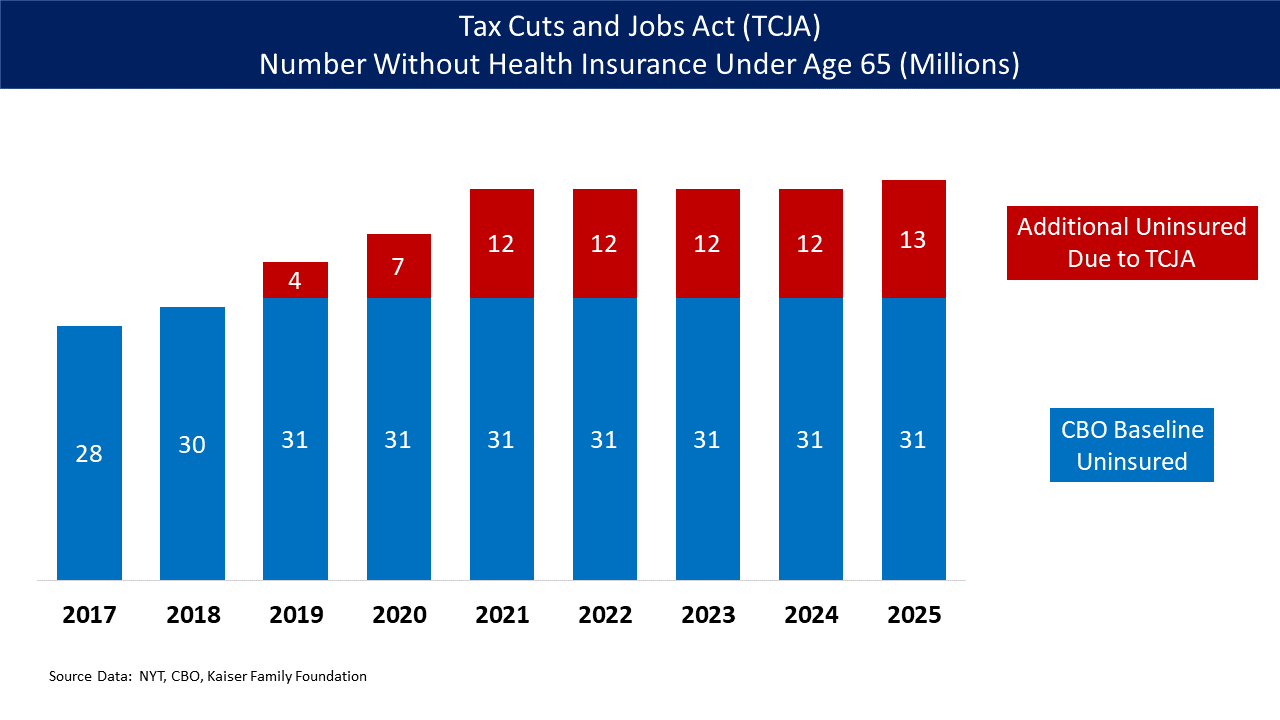
CBOは減税・雇用法により健康保険に加入しない人々の数が2025年までに最大で1300万人増えると予測した

上院法案は65歳以下の全てのアメリカ人に健康保険に加入するか罰金の支払いを要求する個人加入義務を廃止する。The CBOは2025年までに保険に加入する人が1300万人減少(ACAの取引所(exchange)で800万人が減少し、メディケイドで500万人が減少)する見込みを推定した。健康保険に加入する人間の減少は政府のコストを減少させることを意味するのでCBOは3000億ドル以上を節約できると推定した、これは共和党が法案の減税額を増加させることができた。取引所での健康保険料はそれ以外の場合に比べて10%も上昇する可能性がある
。

## 政権による主張
政権及び大統領経済諮問委員会は2017年に法案を擁護する際に以下の主張をしている:
- 法人税率の35%から20%への引き下げと非構造投資(例：IT投資)の即時全額経費化でGDPの成長率が現在の基準での予測の約2%から3～5%まで増加する。これは早ければ減税から3～5年で始まる可能性がある。この見通しは追加的なGDPの影響を与え得る個人及びパススルー企業など向けの法律の他の減税を除外している。
- 成長の増加のメカニズムとしては税引き後の収入が増加するため事業投資(GDPの要素の一つ)がより高い水準になる。
- 更にGDP(収入と生産の指標)の成長は世帯の賃金と給与所得が平均で年間4000ドルの増加を表す[67]。
- トランプ大統領とムニューシン財務長官は減税の元が取れると述べた[68]。
- トランプの経済顧問ゲイリー・コーンは「我々のプランの下では富裕層は減税されない」と語った。彼はまた本プランは低～中所得世帯の税を削減すると述べた。更にトランプはこの税制案は「私(個人)にとっては良いものではない」と述べている[69]

## 異論

### 財政赤字と債務の増加

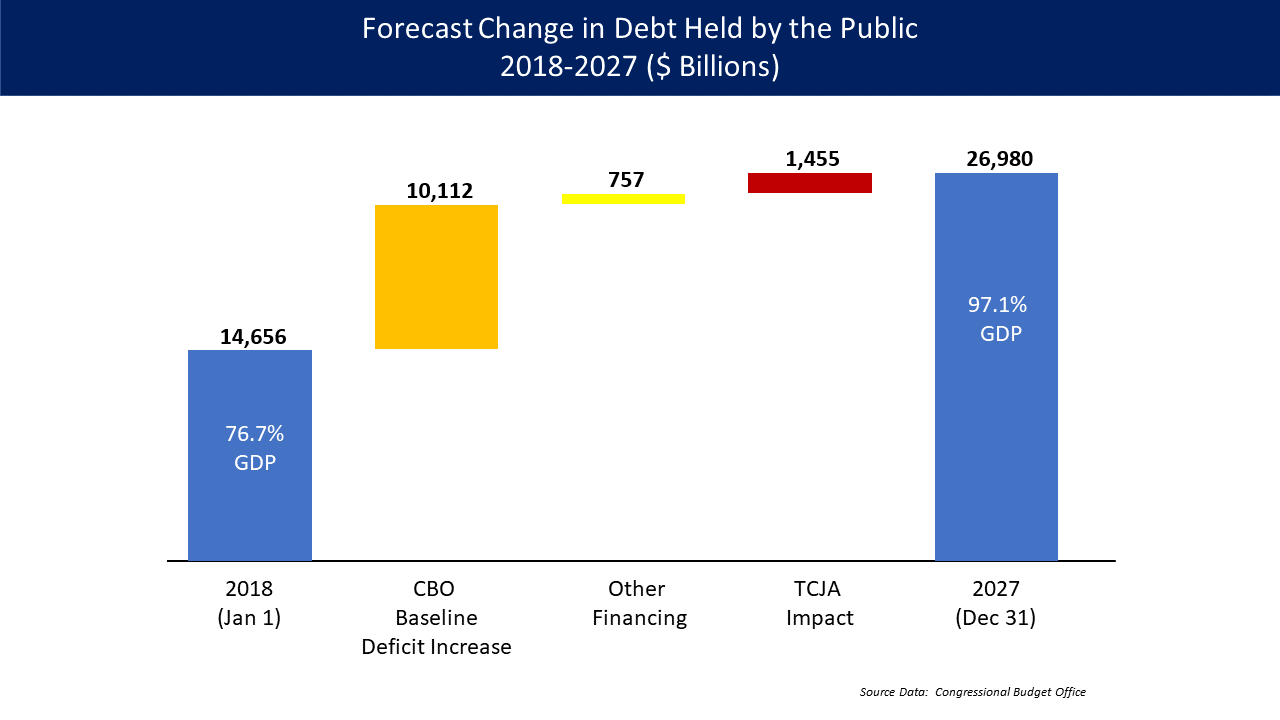
CBOは減税・雇用法 (委員会版)は2018～2027年の期間で公的負債に1兆4550億ドルが追加される(マクロ経済のフィードバック効果を除く)と予想した。これは2017年6月基準で既に増加すると予測されている約11兆ドルと2017年11月時点での既存の20.6兆ドルの国債に上積みされる

「責任ある連邦予算委員会(Committee for a Responsible Federal Budget )」のマヤ・マックギニアス(Maya MacGuineas)は減税で10年間で1.5兆ドルの債務がその期間で生じると既に予想されている10兆ドルに上積みされる見込みと記述している。 彼女は2001年のブッシュ減税が可決した時、債務はGDPの31%だったが今日ではGDPの77%にまでなっており「第二次世界大戦直後を除く歴史上のいかなる時よりも高い」と説明し、以下の様に結論付けた「経済成長のトリクルダウンの代わりに、下院案は最終的には賃金の伸びを鈍化させ、経済を傷つける負債の津波を解き放つだろう」
。

### 中間層の税金引き上げ
下院と上院の両方の法案のバージョンは最初の減税の後、低・中所得者の税金を引き上げることになる。例えば、法案の上院版は2027年までに所得7万5000ドル未満の層の税金は増加することになる。ジャーナリストのデイビット・レオンハルトは「上院法案の生涯続く富裕層への減税の費用を捻出するのを助けるために中間層への増税が再び行われる。結果として、所得が7万5000ドル未満の世帯は結局は増税となる」と書いた。レオンハルトは2027年には所得が7万5000ドル未満の層は税引き後の所得が0.1-1.5%減少する一方で50万ドルを超える所得層は0.4～0.6%の恩恵を受けると説明した
レオンハルトは以下に挙げるJCTの法案の上院版の研究に言及した: a) 2021年から所得1万～3万ドルのグループ(納税者の24%)は税をより多く支払うことになる。b) 2023年と2025年には所得3万ドル以下のグループ(納税者の34%)は税をより多く支払うことになり、c) 2027年には、所得7万5000ドル未満のグループ(納税者の65%)は税をより多く支払う一方で、所得7万5000ドル以上(納税者の35%)のグループは減税されたままである。

### 経済成長への影響は軽微
ポール・クルーグマンは企業減税が投資とより高い賃金を促すというトランプ政権の主な主張に異議を唱えた：
- アメリカの株式の約35%を外国人が所有しており、企業の税引き後の所得が株式の買戻しや配当としてこれらの投資家に流れるので減税の7000億ドルが海外へ行く[73]。

- CEO達の投資決定において減税は大きな要素ではないという示唆[18]
- 設備投資の大幅な増加には外国資本の流入が求められ、ドルを強化し、貿易赤字を増加させ、潜在的に最大250万人の製造とサポートの雇用が犠牲になる[74]

。
2017年11月、シカゴ大学はエコノミスト40人に上院または下院の法案が成立した場合、今から10年でアメリカのGDPが大幅に高くなるのか尋ねたところ、そうは思わないまたは強くそうは思わないと答えたエコノミストが52%、わからないと答えたのが36%でそう思うと答えたのは2%だけだった。
タックス・ポリシー・センターは下院法案下では現行法よりも2027年のGDPは0.3%上昇する一方で、ペンシルベニア大学ウォートン・スクールの予算モデルは下院と上院の両方の法案下で約0.3%～0.9%と推定した。より高い金利と貿易赤字の予想により非常に限られた効果推定となっている。これらの推定は2027年までに10%増加(年間約1%)するという政権の主張とミッチ・マコーネル上院議員の4.1%増加するとの推定の両方に反している。

### 賃金への影響は無いまたは限定的

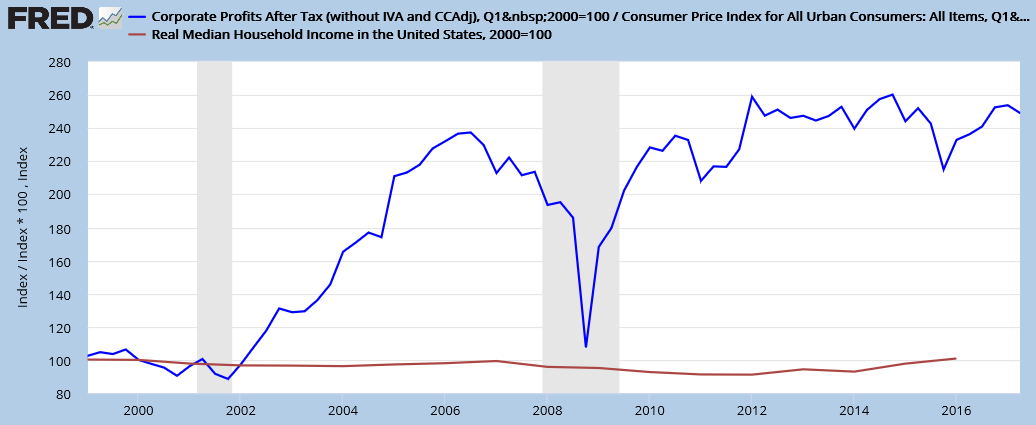
企業の税引き後利益 (実数またはインフレ調整済み) は2000年以降約150%増加しているが、実質世帯所得の中央値は未だに平坦のままである。開始点は100で表される。

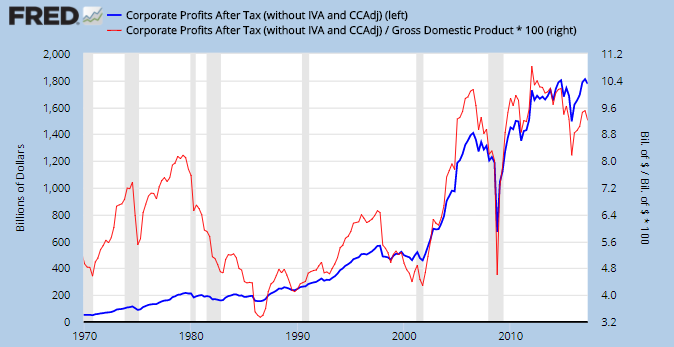
1970年から2017年第2四半期(Q2)のアメリカ企業の税引き後の利益の推移。金額は過去最高に近く (青線、左軸)、対GDP比は過去の水準と比べて高い (赤線、右軸)。

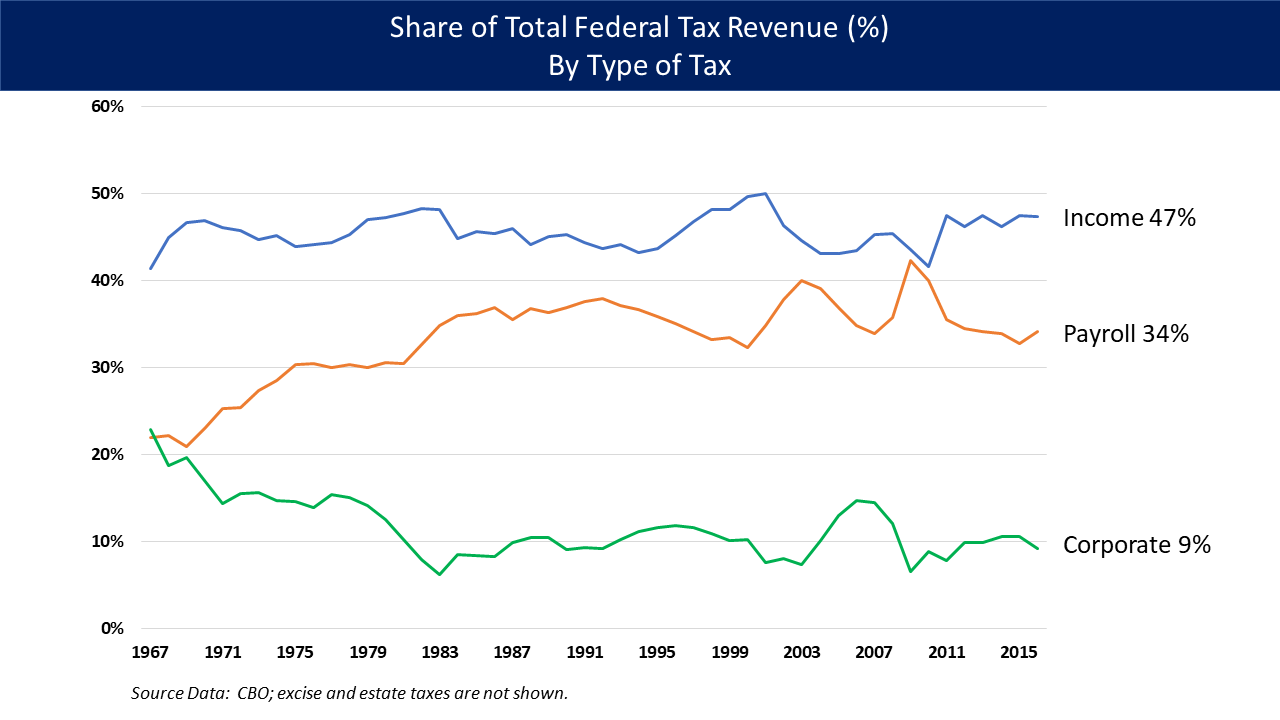
CBOの1976～2016年におけるアメリカ連邦歳入の税種類別の割合データ。合計連邦税収入における賃金を稼ぐ人すべてが支払う給与税の割合は増加しているが、法人税は減少している。所得税はレンジ内を上下しており、レーガン大統領とブッシュJr大統領が所得税率を下げ、クリントンとオバマは上位所得に対する税率を引き上げた

企業の経営幹部は減税による追加資金を賃金の引き上げと投資に用いることは優先事項ではないと示唆した。バンクオブアメリカとメリル・リンチによるアメリカの主要企業の役員300人に法人税引き下げをどうするか尋ねる調査が行われた。上位3つの回答は以下の通り: 1) 負債の返済 2) 株主への支払いの一形態である株式買戻しと3) 合併。トランプの経済顧問のゲイリー・コーンが行ったCEOの非公式調査でも同様の回答となり、もし更に投資できるならばそうするように求めた彼の要求に応えたのは少数のみだった。
元財務長官のローレンス・サマーズはトランプ政権による税制案分析は「不誠実、無能、そして滑稽」として述べた。サマーズは以下の様につづけた「法人税を35%から20%へ引き下げることで賃金が労働者当たり4000ドル上昇するという[政権の]主な主張を支持するピアレビューは存在しない。その主張は馬鹿げている」
。
11月16日、ジャーナリストのMike Konczalは「我々は2000年以降の企業の利益が大きく増加するのを見てきたが、未だに普通の人へそれが流れていない。賃金は2000年以降ほぼ横ばいであり、景気後退からの回復は戦後で最も弱い事業投資の特色をなしていた」と記述した。彼は「企業は大きな利益を上げ現金をたっぷり持っており、積極的な低金利であるのに未だに投資をしていない。これは大規模な企業への減税は経済に殆ど影響を及ぼさないという大きな示唆である」と続けた。
2017年12月20日、最終版の法案が下院を通過した日にウェルズ・ファーゴ、フィフス・サード・バンコープ(Fifth Third Bancorp)、ウェスタン・アライアンス・バンコープ(Western Alliance Bancorp)は法案の署名で同社の従業員の最低賃金を時給15ドルに引き上げると発表した。多くの企業が従業員へのボーナスを発表し、AT&Tは減税法案の結果として同社の従業員20万人全員に1000ドルのボーナスを与えると述べた。民主党のチャック・シューマー上院議員はこれらはルールの例外であり、AT&Tは保留中の合併に関して政府と係争中であると述べた。彼は「税制案がより多くの仕事、投資、より高い賃金につながると語る幹部が少なかったのは理由がある。税制案は実際には株式の買戻し、企業のボーナス、配当につながるからだ」と語った
2018年1月3日にCNNは「発表された従業員の報酬は多くの場合、税制改革で企業が節約できる額の僅かな割合」だと報じた。CNNはウェルズ・ファーゴの例を挙げ、賃金引き上げと慈善事業への追加寄付金は法律による同社の総収益の5%に相当すると説明した。S&P 500の内、賃金の引き上げ、ボーナスの支払いまたは福利厚生の改善をすることで反応したのは18社に留まった。これらの企業の一部は政府との争いがある合併に関与しているか他の規制上の困難に直面していた

### 労働者よりも所有者にはるかに利益をもたらす
スティーブン・ムニューシン財務長官は法人税の引き下げは労働者に最も恩恵があると主張したが、無党派の両院合同租税委員会と議会予算局は労働者よりも資本の所有者にはるかに多くの利益をもたらすと推定した
ニューヨークタイムズはTCJA下での平均税率と現行法での各所得グループを一連のチャートを用いて時間と共に比較した。 彼らは法案の上院版では低所得者は最初は現行法の基準値と比較して減税となるが、2027年までには所得が5万ドル以下の人間は増税に直面する見込みであることを示した。対照的に、50万ドル以上の所得がある人々は最初と同様に2027年にも減税となる。ACAの加入義務が廃止された場合、更に多くの人が健康保険に加入しないことを選ぶことで補助金を受け取れなくなるため低所得者への影響はより深刻なものとなる。
法律はまたS法人、パートナーシップ、有限責任会社などのパススルー企業が支払う税金を引き下げるがパススルーの収入は主により高所得の所有者に流れる:
- パススルー収入の約70%が上位1%に流れる
- タックス・ポリシー・センター (TPC)は中間層の納税者の19%しかパススルー収入がないが上位1%の77%はあると推定した。更にTPCはパススルー税の上限税率25%(法案の下院版で提案されていたものと同様)からの恩恵の85～88%は上位1%に行くと見積もった。
- パススルー収入は上位0.1%の一部である年間350万ドル以上を稼ぐ人の所得の大部分を占めている[86]

### 所得と資産の格差を拡大させる
ニューヨークタイムズの編集委員会は税法案は結果と所得と資産格差の原因の両面で説明した：「殆どのアメリカ人は共和党の税法案は企業と富裕層に優遇する一方で低・中間層からは恩恵を奪い去ることで経済格差を拡大すると知っている。多くが気付いていないことは格差の拡大がそもそも法案を作成するのを助けたということである。少数のグループが今までより多くの国富のシェアを買い占めたことで、得る政治的権力も今まで以上に大きくなり彼らは実質的にキングメーカーとなった。法案はアメリカ政治を彼らの利益に役立つようにするための長きにわたる努力の自然な結果である」と説明した。 法人税率は1970年代は48%でこの法律下では21%になる。個人税率の上限は1970年代は70%でこの法律下では37%になる。これらの大幅な引き下げに関わらず、労働者階級の所得は停滞しており、労働者は現在給与税の税引き前所得の大きな割合を支払っている。1980年代以前から上位1%の所得の割合は10%から20%へと倍増した一方で、上位1%が所有する資産の割合も約25%から42%に上昇した。 トランプ大統領がこれらの取り残された人々に対処すると約束したにも関わらず上院と下院の法案では格差を更に悪化させるだろう:
- 大幅な法人減税は大部分が裕福な役員と株主に流れる。
- 2019年には下位10%の人間は平均で50ドルの減税となるが、上位1%の人間は3万4000ドルの減税となる;
- 保険または補助金を失う最大1300万人の人間は圧倒的に所得分布の下位30%に存在する・
- 上位1%はパススルー収入の約70%を得ており、それは遥かに低い税の対象となる。
- 2016年の遺産の上位0.2%にしか影響を及ぼさない遺産税の引き下げは、10年間で超富裕層に1500億ドル [注記: 最終法案では830億ドル] の恩恵がある[15]。
- 富で上位1%の世帯は株式の40%を所有しており、下位80%はミューチュアル・ファンドを通じた間接的所有権を含んだ時でさえ7%しかない[89]
- ギャラップ調査によれば、2016年にアメリカ人の52%が株式を所有しており、2007年の65%から低下している[90]。

2027年には、減税が全家族が均等に負担する支出削減によって賄われるならば、税引き後の所得が上位0.1%では3%、上位10%では1.5%上昇する一方で、中間の40%(30～70パーセンタイル)は0.6%、下位50%では2.0%減少する

### 貿易赤字が増加し、雇用を傷つける可能性
提案された税制改革、特に事業税を引き下げる潜在的結果は(理論的には)アメリカが外国資本(の投資金)にとってより魅力的な場所となり得る。この外国資本の流入は企業による投資の急増を助けることになり、法案の目的の一つとして表明されている。しかしながら、外国資本の大規模な流入はドルの価値を引き上げ、アメリカの輸出をより高価なものとするため貿易赤字を悪化させる。ポール・クルーグマンはこれはアメリカの最大250万人の雇用に悪影響を及ぼし得ると推定している。
ニューヨークタイムズによれば、「幅広い分野の専門家が税金の引き下げは(ホワイトハウスの優先事項と表明している貿易赤字の削減で争っている他の国々との)貿易赤字を増加させる可能性が高いということに同意している」。しかしながら、多くのエコノミストは貿易赤字を削減することは必ず経済にとっていいということを否定している。そのためこの法案が貿易赤字を増加させ得る事実は必ずしもアメリカの福祉を下降させるとは限らない。

### 強制歳出削減の引き金になる可能性
ポール・クルーグマンは減税によって引き起こされる財政赤字は法律によるメディケアの削減につながる可能性があり、傷害保険などのプログラムへの他のセーフティネット削減へのドアを開くことになると述べた。健康保険を購入しないことを選ぶと追徴税が課される規定であるACAの健康保険の個人加入義務を廃止する法律の上院版では推定1300万人のアメリカ人が健康保険を持つことができなくなる。法案の上院・下院版どちらも約1.7兆ドルの負債の増加をどのように賄うか規定していない。それ故にこの低～中間層への影響の推定は共和党が赤字の影響を相殺しようとして通すのを試みる可能性がある将来の支出削減を含めていない。例えば、ニューヨークタイムズのデイビッド・レオンハルトは「これらの推定の全ては最終的には赤字を削減するために必要になる教育、交通、メディケア、メディケイド及び社会保障の削減を無視しており中間層への長期のダメージを軽視している」と説明した。
元国防長官3人 (レオン・パネッタ、アシュトン・カーター及びチャック・ヘーゲル)は2017年11月15日に議会の指導者に向けての書簡を書き、減税による追加の赤字は最終的には軍事支出の削減をもたらし、国家安全保障を危険にさらすと主張した。元国防長官達は法律の制定によって引き起こされる見通しの負債の増加は「訓練、メンテナンス、軍組織、飛行任務、調達その他の重要なプログラム」への拠出削減を余儀なくし、それは我々の世界的な防衛任務の集中的な配備要件を維持するための能力を欠いた「削られた」軍事力の危険性がますことになる」と書いた。

### 連邦準備制度理事会が刺激を中和する可能性
連邦準備制度の当局者は2017年の早期に積極的な減税は計画された金利引き上げのペースを加速させ得ると示唆した。高い利子率は借金をより高価にし、経済成長(GDP)を減速させ、そのほかは同等になる。連邦準備制度はまた完全雇用に近い状態で成長する経済でのインフレーションのリスクを相殺しやすくするために金利を引き上げる。しかしながら、税法案がより明確になり、経済への影響が比較的軽微であると判断されたことから、連邦準備制度は2018年に金利を段階的に3回引き上げる計画は変わっていないと示唆した。

### 税は既に世界基準より低い
2017年11月、OECDは2016年のアメリカの税負担は対GDP比でOECD諸国の平均よりも低いと報告した:
- 個人税は2016年のGDPで26.0%のアメリカに対しOECD諸国の平均は34.3%である。
- 2016年のGDPに法人税が占める割合はアメリカが8.5%に対しOECDの平均は8.9%である[97]

ジャーナリストのジャスティン・フォックスはブルームバーグでアメリカ人は対GDP比でOECD諸国よりもかなり高い医療費と大学の学費による経済難を感じており、既に低い税制の利益を相殺していると書いている

### トランプファミリーと特定の共和党議員をより豊かにする
FactCheck.OrgやPolitiFact、ワシントン・ポストのファクトチェッカーなどの事実確認(Fact-checker)サイトは、自身の経済的提案と税制案は自分のような富裕層に利益をもたらさないとするトランプ大統領の主張は誤りの可能性があることを発見した。遺産税(夫婦で1100万ドルを超える資産を相続した場合のみ適用)の撤廃はとても裕福な相続人(トランプの子供など)にしか恩恵はなく、個人所得に事業所得があると申告する人(トランプのように)の税率は引き下げられる。ニューヨーク・タイムズによる分析では、仮にトランプの税制案が2005年(その年のトランプの納税申告書が漏洩していた)に施行されていた場合、彼は税金を1100万ドル節約していただろうということを発見した。分析ではまたトランプは彼の最終的な遺産税法案で440万ドルを節約するだろうということを発見した。専門家はこの法案による大統領とその家族への思いがけない利益は「アメリカ政治史上、事実上前例がない」と述べた
多くの共和党議員も税制案で個人的に恩恵を受けることになる。最も顕著なのは、テネシー州選出の上院議員ボブ・コーカーで彼は財政赤字を増加させるだろう税制案を支持しないと述べ一時的に法案に反対していた唯一の共和党上院議員であったが、後にコーカーは自身が恩恵を受ける特定の規定が追加された法案の最終版では賛成票を投じた。コーカーは彼に恩恵がある規定のために自身の票を取引したということを否定し、法案に自身が個人的に恩恵を受ける規定が存在するとは知らなかったと述べた

### 科学と大学院教育への影響
下院を通過した法案は大学院生に重大な悪影響を及ぼすとして批判されてきた。私立大学の大学院生は彼らの有効税率が最も豊かなアメリカ人が通常支払うよりも高い41.9%以上になる可能性があった。この変更は法案の資格のある授業料と関連費用の控除を廃止するという提案で、大学院生の免除された授業料を課税所得とみなすことを意味していた。彼らの給付金が免除された授業料を大幅に下回る点を考慮すると、これは普通は公立大学で30～60%、私立大学で数百パーセントの増税となる見込みだった。法案の上院版ではこのような規定は含まれていない。下院法案の大学院生の不利益な取り扱いはアメリカの科学者の育成への悪影響が予測されるとして批判された。アメリカ科学とイノベーションへの法案の影響はノーベル物理学賞とアメリカ国家科学省の受賞者であるスタンフォード大学名誉教授のバートン・リヒターによって批判されてきた。彼は上級学位を求めるアメリカ人に悪影響を及ぼすと批評し、減税の予算の影響は科学研究への連邦出資の劇的な減少を余儀なくさせると記述した

### 租税回避の促進、税法の簡素化の失敗
ニューヨークタイムズによれば、「政治的スペクトル中のエコノミストと税務専門家は提案されているシステムは租税回避を招くと警告した。税法が所得の種類、個人的特性または経済活動をより区別するごとに所得を人為的に表示するインセンティブが大きくなり、低い税率でカテゴリを再構築または切り替えるインセンティブが大きくなる」。ウォールストリートジャーナル紙によれば、法案の「事業と個人への課税は事業の再編成と経済と連邦歳入の徴収への未知の結果を伴う税法の新たな時代につながる」とした
。
共和党は当初、税法を簡素化するための努力として税制改革を正当化した。下院歳入委員会のケビン・ブレイディー委員長と下院議長のポール・ライアンは2017年11月にアメリカ人の10人中9人がはがきで税を申告することができるようになるほど税法を簡素化すると述べた。ドナルド・トランプ大統領も2017年12月13日に人々は「小さく美しい一枚の用紙」で税を申告できるようになると語った。 しかしながら、税制法案の最終版が議会を通過した時、大半の抜け穴が健在のままであり、税法は簡素化していなかった。下院指導者達による発表で税務申告関連業者の株価が下落していたが、実際の法案が公表された時には株価は急騰した
。

### 手続きの速度
法案は議会により可決されたが、同法の包括的な改革の性質に関する議論があまりなされないままだった。400ページに及ぶ下院の法案は立法が最初に公表された2週間後に「一度のヒアリング」も行われることなく通過した。上院では、公聴会が開かれなかった法案の最終版は「密室で主に作られ最終投票の直前に公表された」。協力しない一部の共和党議員の票を得るために共和党議員は本会議場での採決の数時間前に税制法案の主要部分を書き換え大きな変更を加えた。直前の変更の多くは法案の早期草案に手書きされた。この修正は「Kストリートのロビー活動店舗に最初に出現し、上院の一部の民主党議員にコピーが送り返されてきたが議員達はその修正を直接共有する前に法案に投票するように求められたことに抗議した」。
立法の急速な承認手続きは民主党からの抗議を呼び起こした。上院少数党院内総務のチャック・シューマー(民主・ニューヨーク州)は上院議員が法案を読むのに多くの時間を与えることを提案したが、この動議は共和党議員全員が反対票を投じ否決された。アラバマ州上院補選で当選した民主党議員のダグ・ジョーンズが法案に投票できるようになるまで待つ要求もまた却下された。一部のコメンテーターもまたこの手続きを批判した。ニューヨークタイムズの編集委員会は上院の駆け足で法案を承認する動きは「立法の莫大な部分を通過させる議員のやり方ではない」とし、「議会とレーガン政権は党を超えて協力し、数多くの草案を生み出し、多くのヒアリングを実施し無数の妥協を打ってきた」1986年の税制法案と本法案を比較した。ブルームバーグのコラムニストのアル・ハントは法案を「最小限の透明性で立法されるずさんな製品」として分類し、立法が成功すれば賛成票を投じた議会の多くのメンバーが彼らがやったことを知りショックを受ける可能性がある「短絡した立法手続きで立法が急速に進んでいっている」とした

### 諸外国
イギリス、ドイツ、フランス、イタリア及びスペインの財務相はアメリカ財務省に対し、税制改革案はWTOのルールに「違反」し「国際取引に大きな歪みをもたらす」ことから改革案が貿易戦争を引き起こしうることへの懸念を表明する米財務省への書簡を書いた。同様の懸念の声が中国からも寄せられた。ドイツの主要な経済学者はドイツ企業が米国へシフトすることによる雇用と投資の喪失を防ぐために税制改革と追加の補助金を求めた。

## 世論調査
| 調査元                           | フィールドワーク | フィールドワーク | 支持/承認 | 支持/承認 | 反対/不承認 | 反対/不承認 | 参考    |
| 調査元                           | 開始             | 終了             | 支持/承認 | 支持/承認 | 反対/不承認 | 反対/不承認 | 参考    |
| -------------------------------- | ---------------- | ---------------- | --------- | --------- | ----------- | ----------- | ------- |
| Harvard/Harris Poll              | 2018年1月17日    | 2018年1月19日    | 47%       | 47        | 53%         | 53          | [ 130 ] |
| Politico/Morning Consult         | 2018年1月11日    | 2018年1月16日    | 45%       | 45        | 34%         | 34          | [ 131 ] |
| The New York Times/SurveyMonkey  | 2018年1月1日     | 2018年1月5日     | 46%       | 46        | 49%         | 49          | [ 132 ] |
| The Economist/YouGov             | 2017年12月31日   | 2018年1月2日     | 37%       | 37        | 39%         | 39          | [ 133 ] |
| McLaughlin & Associates          | 2017年12月14日   | 2017年12月18日   | 49%       | 49        | 41%         | 41          | [ 134 ] |
| Politico/Morning Consult         | 2017年12月14日   | 2017年12月18日   | 42%       | 42        | 39%         | 39          | [ 135 ] |
| CNN/SSRS                         | 2017年12月14日   | 2017年12月17日   | 33%       | 33        | 55%         | 55          | [ 136 ] |
| NBC News/The Wall Street Journal | 2017年12月13日   | 2017年12月15日   | 24%       | 24        | 41%         | 41          | [ 137 ] |
| Public Opinion Strategies (R)    | 2017年12月12日   | 2017年12月16日   | 40%       | 40        | 49%         | 49          | [ 138 ] |
| Monmouth University              | 2017年12月10日   | 2017年12月12日   | 26%       | 26        | 47%         | 47          | [ 139 ] |
| Quinnipiac University            | 2017年12月6日    | 2017年12月11日   | 26%       | 26        | 55%         | 55          | [ 140 ] |
| USA Today/Suffolk University     | 2017年12月5日    | 2017年12月9日    | 32%       | 32        | 48%         | 48          | [ 141 ] |
| Vice News/SurveyMonkey           | 2017年12月5日    | 2017年12月6日    | 39%       | 39        | 56%         | 56          | [ 142 ] |
| Reuters/Ipsos                    | 2017年12月3日    | 2017年12月7日    | 31%       | 31        | 49%         | 49          | [ 143 ] |
| CBS News                         | 2017年12月3日    | 2017年12月5日    | 35%       | 35        | 53%         | 53          | [ 144 ] |
| Gallup                           | 2017年12月1日    | 2017年12月2日    | 29%       | 29        | 56%         | 56          | [ 145 ] |
| Quinnipiac University            | 2017年11月29日   | 2017年12月4日    | 29%       | 29        | 53%         | 53          | [ 146 ] |
| Reuters/Ipsos                    | 2017年11月23日   | 2017年11月27日   | 29%       | 29        | 49%         | 49          | [ 147 ] |
| Harvard/Harris Poll              | 2017年11月11日   | 2017年11月14日   | 46%       | 46        | 54%         | 54          | [ 148 ] |
| Politico/Morning Consult         | 2017年11月9日    | 2017年11月11日   | 47%       | 47        | 40%         | 40          | [ 149 ] |
| Quinnipiac University            | 2017年11月7日    | 2017年11月13日   | 25%       | 25        | 52%         | 52          | [ 150 ] |
| The Economist/YouGov             | 2017年11月5日    | 2017年11月7日    | 30%       | 30        | 40%         | 40          | [ 151 ] |
| Politico/Morning Consult         | 2017年11月2日    | 2017年11月6日    | 45%       | 45        | 36%         | 36          | [ 152 ] |
| CNN/SSRS                         | 2017年11月2日    | 2017年11月5日    | 31%       | 31        | 45%         | 45          | [ 153 ] |
| ABC/The Washington Post          | 2017年10月26日   | 2017年11月1日    | 33%       | 33        | 50%         | 50          | [ 154 ] |
| Politico/Morning Consult         | 2017年10月26日   | 2017年10月30日   | 48%       | 48        | 37%         | 37          | [ 155 ] |
| Reuters/Ipsos                    | 2017年10月20日   | 2017年10月23日   | 28%       | 28        | 41%         | 41          | [ 156 ] |
| CNN/SSRS                         | 2017年10月12日   | 2017年10月15日   | 34%       | 34        | 52%         | 52          | [ 157 ] |
| Politico/Morning Consult         | 2017年9月29日    | 2017年10月1日    | 48%       | 48        | 37%         | 37          | [ 158 ] |
| ABC/The Washington Post          | 2017年9月18日    | 2017年9月21日    | 28%       | 28        | 44%         | 44          | [ 159 ] |

## 下院案と上院案の相違
2017年11月2日にテキサス州選出の共和党議員ケビン・ブレイディーによってアメリカ合衆国下院に法案が提出された。2017年11月9日、下院歳入委員会は法案を共和党の賛成多数で可決し、法案は本会議場に進んだ。下院は2017年11月16日に賛成227反対205の共和党の賛成多数で法案を可決した。法案に賛成票を投じた民主党議員はおらず、共和党議員13人が反対票を投じた。上院財政委員会と上院予算委員会は共和党の賛成多数でコンパニオン法案を可決した。2017年12月2日の早朝に上院は法案の上院版を賛成51反対49で可決した。ボブ・コーカー (共和・テネシー州)はこの措置に反対票を投じた唯一の共和党上院議員であり、民主党上院議員で賛成票を投じた議員はいなかった。上院と下院の間の法案の相違は2017年12月15日に最終版が署名された両院協議会で調停されることになった。最終版は上院版からの比較的小さな変更が含まれていた。大統領はその後2017年12月22日に法案に署名し法律となった。

### 下院と上院間の法案の相違
下院と上院の法案のバージョンには重要な違いが存在しており、一部は法案が財政赤字に及ぼす影響を10年間で1兆5000億ドル未満とし、その後は財政赤字の影響を最小限に抑えることを要求する上院の調停ルールによるものもあった。例えば: 
- 下院案は12%から39.6%に及ぶ所得税のブラケット数を4に簡素化するが、上院案は10%から38.5%に及ぶ7層を維持する[166]
- 下院案は法人税を直ちに引き下げるが、上院案は2019年まで引き下げを遅らせる
- 下院案は個人と法人税の両方を「恒久化」(すなわち有効期限を設定しない)するが、上院案は個人減税の殆どは失効する(事業減税は失効しない)。
- 下院案は健康保険の個人の加入義務を廃止しないが、上院は廃止する
- 下院案は州・地方及び売上税の控除を廃止し、固定資産税の控除は1万ドルの上限を定めた。上院の初期の法案は州・地方の固定資産税の控除を廃止を盛り込んでいたが、後に下院と同様に上限1万ドルに変更された。
- 下院案は生まれていない子供の大学教育のための資金を両親が貯蓄できるようにしていた。上院案はこの規定を盛り込んでいない
- 下院案は住宅ローン金利控除が適用されるのは現行の100万ドルに対して最初のローン債務の50万ドルまでに制限しているが上院案は変更していない[167]

- 下院案はジョンソン修正条項を廃止するが上院版は廃止しない[168]。制定された最終法にはジョンソン修正条項の廃止は盛り込まれなかった[169]

12月2日の上院法案可決前の最後の変更では、最終法案を署名のために大統領へ提出する前に両院協議会で下院法案との調整が行われ追加の変更がなされた。2017年12月15日に両院協議会版の案が公表されたが、上院法案との差異は比較的小さかった。10年後に個人とパススルー減税は「サンセット(失効)」するが、法人税の変更は恒久的である。

## 支持と反対

### 著名な支持者
ドナルド・トランプ大統領やマイク・ペンス副大統領、以下に挙げる議会の共和党議員を含む有力な共和党員がこの法案を支持している:
- ポール・ライアン (アメリカ合衆国下院議長)
- ケビン・ブレイディ (アメリカ合衆国下院議員) (共和・テキサス州)
- ミッチ・マコーネル (アメリカ合衆国上院多数党院内総務) (共和・ケンタッキー州)
- ケビン・マッカーシー (下院多数党院内総務) (共和・カリフォルニア州)[173]

下院は賛成227反対205と共和党の賛成多数で法案を可決した。この法案に賛成票を投じた民主党議員は存在せず、共和党議員13人が反対票を投じた。上院では、共和党議員は「ACAの大失敗の後の大きな立法の達成を熱望している…一般的に税制改革に乗り気であった」。
ウィスコンシン州のロン・ジョンソンやメイン州のスーザン・コリンズ、モンタナ州のスティーブ・デインズを含む多くの共和党上院議員は当初法案への不安を表明したが、最終的に上院法案に賛成票を投じた。
上院は賛成51反対49と共和党の賛成多数で修正法案を可決した。全ての民主党議員は法案に反対票を投じ、テネシー州の上院議員ボブ・コーカーを除く共和党議員の全員が賛成票を投じた。共和党の税法案支持者はこの法案を税法の簡素化として特徴づけているが、法律の一部の要素は税法を簡素化する一方で他の規定は複雑さを増すことになる。殆どのアメリカ人にとって、共和党の立法下での税の申告手続きは現在のものと同様になる。

### 著名な反対者
民主党は中間層の費用で企業と高所得者へ与える景品とみなし法案に反対している。全ての民主党下院議員は本会議場での採決の際に反対票を投じており、共和党議員13人も反対した
民主党のリーダーであるニューヨーク州選出のチャック・シューマー上院少数党院内総務と下院少数党院内総務のナンシー・ペロシは法案に強く反対した。シューマーは法案は「それが日の目を見る度により悪臭がただよう」と語った。ペロシは立法は「1%の超富裕層のポケットへより多くの金を入れるために中間層から略奪するように設計された。 法案は超富裕層に減税し企業に雇用の海外移転を促すために中間層、全国数百万の中間層の家族に対して増税し、私達の子供や孫の未来から数兆を借りることになる」と語った。法案に反対票を投じた共和党の下院議員13人は主にニューヨーク、ニュージャージー、カリフォルニア州選出の議員であり、これらの州に恩恵がある州と地方の所得税控除を抹消する法案に反対していた。

### 経済学者の見解
経済学者の大半は税制案がトランプ政権が主張するほど経済に利益をもたらす経験的証拠は存在しないと述べた。しかしながら、公的赤字と経済的不平等を広げるという点ではコンセンサスが存在する。
ノーベル経済学賞の受賞者4人(ジョセフ・E・スティグリッツ、ポール・クルーグマン、リチャード・セイラー、アンガス・ディートン)は立法措置に反対している。
経済学者137人のグループは法案への支持を表明する公開書簡に署名した。書簡はトランプ大統領、ポール・ライアン下院議長、上院財政委員会により経済学者の間での立法措置への支持として宣伝された。左派リベラル系の出版物は書簡の主張の一部と矛盾する独立研究を引き合いに出し、書簡は実際には存在しない署名を含んでいると主張し批判した。経済学者9人のグループ(大部分はレーガンとブッシュ政権出身)は10年以内の法人税率の引き下げにより3%成長すると推定した書簡を書いた。ハーバードの経済学者のラリー・サマーズとジェイソン・ファーマン(両者はオバマ政権に仕えた)は書簡に異議を唱え、9人は彼らの元の主張を撤回したとみられる
。

### 政治的意義
2017年11月、リンゼー・グラム上院議員(共和・サウスカロライナ州)は仮に税制改革が可決できなかった場合、共和党へ流れている「金銭的貢献が停止するだろう」と語った。クリス・コリンズ下院議員(共和・ニューヨーク州)も「私の資金提供者は基本的に『それを達成しろ、さもなくば再び私に電話してくるな』と言っている」と語った

## 議会の採決

### 両院協議会前の投票

下院法案は賛成227反対205で可決し、共和党下院議員13人が反対票を投じた
賛成票を投じた共和党議員
反対票を投じた共和党議員
反対票を投じた民主党議員
棄権した民主党議員

上院法案は賛成51反対49で可決し、共和党上院議員1名が反対票を投じた。
賛成票を投じた共和党議員
反対票を投じた共和党議員
反対票を投じた民主党議員
反対票を投じた無所属議員

上院法案の採決の結果を選出議員の州別(1州で2議員選出)に表した図
「賛成」2
「賛成」1 「反対」 1
「反対」2

2017年11月2日にテキサス州選出の共和党議員ケビン・ブレイディーによってアメリカ合衆国下院に法案が提出された。2017年11月9日、下院歳入委員会は法案を共和党の賛成多数で可決し、法案は下院の本会議場に進んだ。下院は2017年11月16日に賛成227反対205の共和党の賛成多数で法案を可決した。法案に賛成票を投じた民主党議員は存在せず、共和党議員13人は反対票を投じた。同日にコンパニオン法案が上院財政委員会で賛成14反対12と再び共和党の賛成多数で通過した。11月28日、法案が再び共和党の賛成多数で上院予算委員会を通過した。12月2日、上院は賛成51反対49で同案のバージョンを可決した。ボブ・コーカーは共和党議員で唯一法案に賛成票を投じなかった
個人の減税の恩恵は時間と共に薄れていくため、上院は財政調整法の手続きで51票のみで法案の可決を試みることが出来た。これは10年の期間を超えて財政赤字を大幅に増加させる立法を上院議員が阻止できるようにする「バード・ルール(Byrd Rule)」に従っている

### 両院協議会後の投票
法案の最終版は当初2017年12月19日の下院の採決で227対203の賛成多数で通過した。12月19日の投票で、元の下院法案に反対票を投じた共和党議員達はトム・マクリントックを除き未だに反対票を投じていた。しかしながら、法案の一部の規定が上院の手続きルールに違反しており、それらの規定を削除した法案を下院で再投票を行う必要になった。12月20日、上院は法案を賛成51反対48の共和党の賛成多数で可決した。同日に下院は法案を再び採決し賛成224反対201で可決した

## 関連リンク
- ブッシュ減税
- レーガン減税（英語版）
- 1964年歳入法 (アメリカ)（英語版）

## 注記と脚注

### 注記
1. ↑   2017年10月21日のティム・マーフィーの辞職後下院には空席が一つ存在する
2. ↑  2017年10月21日にティム・マーフィー、2017年12月5日にジョン・コンヤーズ、2017年12月8日にトレント・フランクスがそれぞれ辞職したことで下院には空席が三席存在する